# Solončak
Solončak (in russo e ucraino: Солончак) è il tipo di suolo caratterizzato dalla presenza di un elevato accumulo di sale solubile che ostacola lo sviluppo della maggior parte delle piante, ad eccezione delle alofite, e che si trova nelle zone aride o semi-aride, in condizioni di scarso drenaggio. È caratteristico del suolo di steppe, semi-deserti e deserti. Distribuito in Africa centrale, Asia, Australia, America del nord, Russia (depressione caspica), steppe di Crimea, Kazakistan e Asia centrale.
Il termine è russo, significa "stagno, acquitrino di sale"; la radice соль (sol') significa sale.

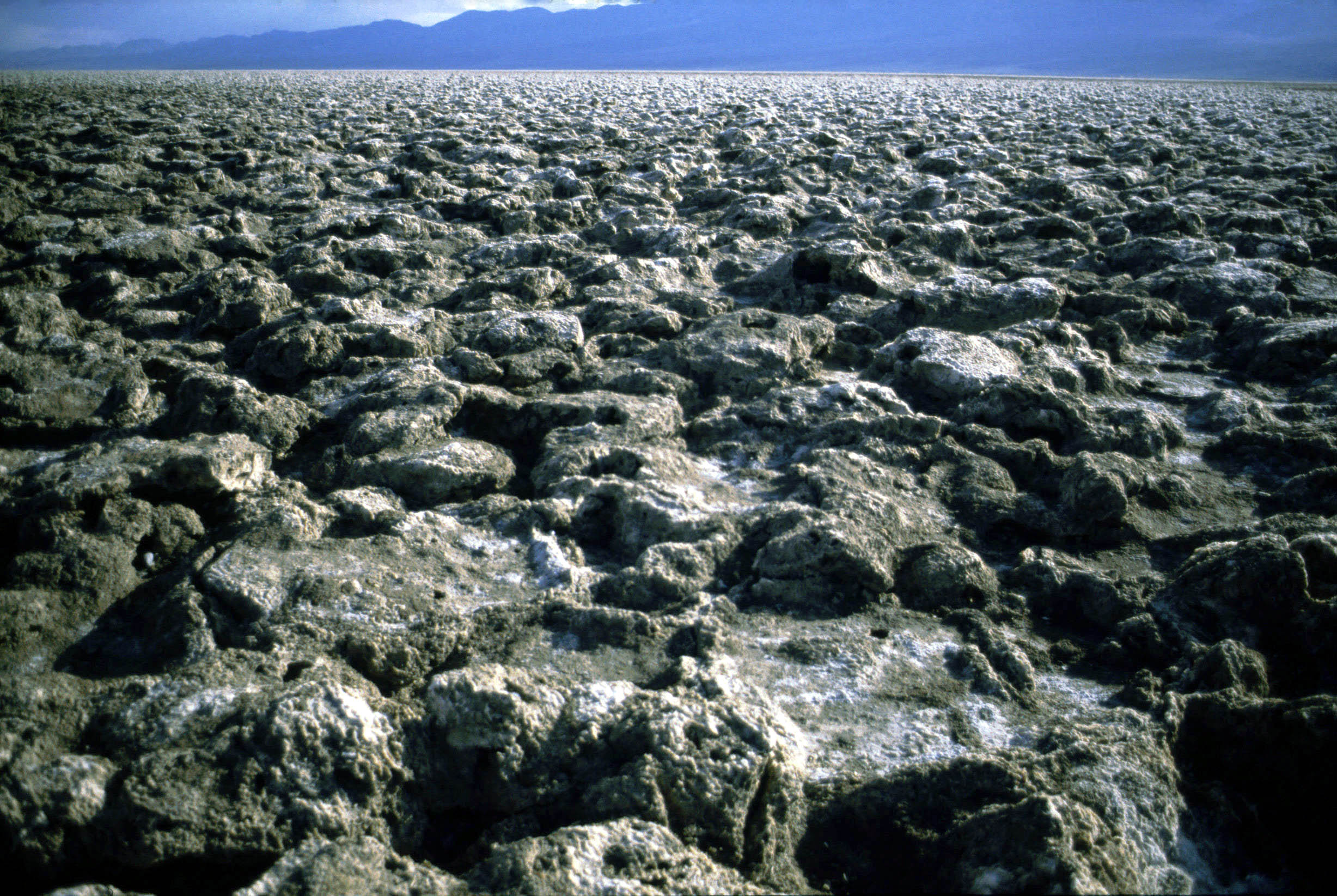
Devil's Golf Course, Valle della Morte, CA